# Moussonia
Moussonia es un género con 18 especies de plantas herbáceas  perteneciente a la familia Gesneriaceae. Es originario de América.

## Descripción
Son plantas herbáceas, o arbustos. Con tallo erecto, ramificado, sin rizomas escamosos. Las hojas están dispuestas en forma contrari. Las inflorescencias axilares, en cimas o flores solitarias. Flores de color rojo, naranja con corola amarilla, tubo largo y más amplio en el centro, base de las extremidades y la garganta estrecha. El fruto es una cápsula seca, ovoide o elipsoidal bivalva.

## Distribución y hábitat
Se distribuyen desde México hasta Panamá, donde se encuentran en los bosques y crecen en lugares húmedos o mojados. 

## Etimología
El  género fue nombrado en honor de J.R.A.Mousson (1805-1890), físico y zoólogo en Zúrich, Suiza.

## Taxonomía
Anteriormente estaba incluida en el género Kohleria, pero con diferente  número cromosómico, el nectario en forma de anillo y sin rizomas. Los resultados moleculares apoyan la separación de este género (Zimmer et . al. 2002, Roalson et al. 2005a, b). La polinización es efectuada presumiblemente por colibríes.

## Especies
| - Moussonia ampla - Moussonia costaricensis - Moussonia deppeana - Moussonia elegans - Moussonia elongata - Moussonia formosa - Moussonia fruticosa - Moussonia hirsutissima - Moussonia melastoma | - Moussonia papillosa - Moussonia purpurea - Moussonia rupicola - Moussonia septentrionalis - Moussonia serrulata - Moussonia sessilifolia - Moussonia skutchii - Moussonia strigosa - Moussonia viminalis |